# Next Floor
Next floor (2008, Canadá), es un cortometraje del director y guionista canadiense Denis Villeneuve. Fue escrito por Jacques Davidts y la idea original fue de Phoebe Greenberg. Fue ganador del Premio al mejor cortometraje en el Festival de Cannes de 2008, mismo año de su realización. Su duración es de 11 minutos, y su idioma original es el inglés.

## Sinopsis
Aborda temas como la gula, los estereotipos, el consumismo, la sátira social y el fin del mundo. El cortometraje se encuentra centrado alrededor de un viejo edificio mientras se realizaba un banquete en el cual participan once comensales, acompañados por camareros y músicos.
Todos los participantes se ven envueltos en un ritual gastronómico compulsivo, llevado a los límites más absurdos y grotescos a través de una secuencia de eventos que socavan la sinfonía de abundancia.

## Reparto
- Simone Chevalot como invitado.
- LUC-Marcial Dagenais como músico.
- Kenneth Fernández como invitado.
- Mathieu Handfield como mesero.
- Ariel Ifergan como invitado.
- Neil Kroetsch como músico.
- Sergey Marchenko como invitado.
- Deepak Massand como invitado.
- Gaetan Nadeau como invitado.
- Charles Papasoff como invitado.
- Sébastien René como mesero.
- Daniel Rousse como invitado.
- Helga Schmitz como invitado.
- Emmanuel Schwartz como mesero.

## Premios
- Mejor cortometraje internacional en el Festival intencional de cine expresión en corto en 2008.
- Mejor cortometraje en el Festival de cine y culinario de Huatulco en 2008.
- Mención honorífica en el Festival Internacional AFI 2009.